# Présidence de Joe Biden
46e président des États-Unis
Première présidence de Donald Trump Seconde présidence de Donald Trump
La présidence de Joe Biden, 46e président des États-Unis (élu par les grands électeurs le 14 décembre 2020 puis confirmé par le Congrès le 7 janvier 2021), débute le 20 janvier 2021. Elle fait suite à la première présidence de Donald Trump, et précède la seconde présidence de ce dernier. Biden est alors le président le plus âgé à entrer à la Maison-Blanche. Kamala Harris est la 49e personne à occuper la vice-présidence et la première femme, la première personne noire ainsi que la première personne d'origine asiatique à accéder à ce poste,.

## Élection
Biden a annoncé qu'il se présenterait à la présidence en avril 2019, grâce à une vidéo et à la suite de deux campagnes présidentielles infructueuses en 1988 et 2008.

## Période de transition

Logotype de la transition présidentielle de Joe Biden.

La période de transition doit être négociée entre l'administration Trump et le gouvernement de Joe Biden. Cette période doit permettre au président élu de prendre connaissance des dossiers en cours et de mettre en place l'organisation de son cabinet (nomination des secrétaires et hauts fonctionnaires) afin qu'il soit opérationnel dès sa prise de fonction le 20 janvier 2021. Néanmoins, l'ancien vice-président a lancé un site Internet dès le lendemain de son élection avec pour slogan Build Back Better ainsi qu'un compte Twitter dédié à la transition présidentielle.

### Équipe de transition
Alors que l'administratrice des services généraux Emily W. Murphy (en), nommée par Donald Trump en 2017, ne confirme pas encore les résultats de l'élection présidentielle, le président élu Joe Biden nomme une équipe de transition. Cinq démocrates sont désignés, antérieurement à l'élection, pour présider le comité de transition : 
- Anita Dunn, responsable de la communication de la Maison-Blanche sous Barack Obama ;
- Michelle Lujan Grisham, gouverneure du Nouveau-Mexique ;
- Ted Kaufman, ancien sénateur du Delaware ;
- Cedric Richmond, représentant de Louisiane ;
- Jeffrey Zients (en), ancien directeur du National Economic Council.

Le nouveau président étoffe cette liste avec de nombreux conseillers, dont Pete Buttigieg, ancien maire de South Bend et candidat à la primaire démocrate, ainsi que Susan Rice, ancienne ambassadrice auprès des Nations unies. Cindy McCain, veuve de l'ancien candidat républicain à la présidentielle John McCain, fait également partie des conseillers du nouveau président élu.

### Chronologie
L'équipe de transition du président élu fixe quatre priorités que la nouvelle administration prendra en charge dès l'investiture de Joe Biden, à savoir la pandémie de Covid-19, la reconstruction de l'économie, le changement climatique et l'équité sociale.
Le 9 novembre 2020, Joe Biden met en place une cellule de crise de lutte contre le coronavirus à travers une task force composée de 13 scientifiques américains. Elle est chargée de bâtir un plan de réponse fédéral à la pandémie qui sera mis en place dès l'inauguration du nouveau président. Le lendemain, le président élu s'entretient avec plusieurs dirigeants européens dont Emmanuel Macron, Boris Johnson et Angela Merkel. Il a déclaré vouloir renforcer les relations transatlantiques en indiquant que « l'Amérique est de retour », prenant le contrepied du slogan de son prédécesseur « America first ».
Le 11 novembre 2020, le président élu nomme Ron Klain pour le poste de chef de cabinet de la Maison-Blanche, poste qu'il occupait précédemment lorsque Biden était vice-président. L'équipe de transition débute les nominations au sein du futur cabinet le 23 novembre 2020 en annonçant Antony Blinken au poste de secrétaire d'État et Alejandro Mayorkas au poste de secrétaire à la Sécurité intérieure. John Kerry, ancien secrétaire d'État de l'administration Obama, est nommé envoyé spécial du président pour le climat.
Après la certification des résultats électoraux en Géorgie et au Michigan, l'administration Trump donne officiellement son feu vert au début de la transition Biden le 23 novembre 2020. Alors que certains médias voient cela comme une reconnaissance implicite de la défaite de Donald Trump, les équipes de la transition peuvent maintenant recevoir des fonds fédéraux, collaborer avec les agences fédérales et bénéficier d'informations classées secret-défense lors des briefings du président élu.

## Investiture

Logotype de la cérémonie d'inauguration de Joe Biden et de Kamala Harris.

Le président élu Joe Biden est investi officiellement le 20 janvier 2021 sur les marches du Capitole des États-Unis durant la 59e cérémonie d'inauguration présidentielle. Il prête serment devant le juge en chef des États-Unis, John G. Roberts, Jr. à midi (GMT-5) quelques minutes après sa future vice-présidente Kamala Harris.
La cérémonie d'inauguration se déroule durant un contexte sanitaire et sécuritaire critique en raison de la pandémie de Covid-19 et de l'assaut du Capitole par des partisans de Donald Trump. La cérémonie — dont la protection est assurée par la Garde nationale — a lieu essentiellement en visioconférence avec des invités restreints ; la parade militaire est annulée. Le président sortant Donald Trump n'assiste pas à la prestation de serment de son successeur et ne l'accueille pas à la Maison-Blanche.
Les chanteuses Lady Gaga et Jennifer Lopez ont été choisies pour assurer la partie musicale de la cérémonie. Lady Gaga interprète alors l'hymne national américain sur les marches du Capitole.

## Composition du gouvernement

### Vice-présidente
La vice-présidente est élue en même temps que le président des États-Unis. Elle n'est pas membre à proprement parler du cabinet mais siège aux réunions de celui-ci. Elle est également présidente du Sénat des États-Unis. Si le président change de vice-président en cours de mandature, celui-ci est confirmé par un vote du Sénat comme les autres membres du gouvernement, mais aussi de la Chambre des représentants.
| Fonction        | Titulaire     | Titulaire | Parti | Parti     | Mandat                                    |
| --------------- | ------------- | --------- | ----- | --------- | ----------------------------------------- |
| Vice-présidente | Kamala Harris |           |       | Démocrate | 20 janvier 2021 - 20 janvier 2025 (4 ans) |

### Membres du cabinet
Contrairement au président et au vice-président (sauf nomination en cours de mandat), désignés par le vote du collège électoral des États-Unis, tous les autres membres du cabinet présidentiel désignés par le président élu doivent faire l'objet de l'approbation du Sénat pour chacun de leur poste avant de prendre leurs fonctions de manière effective, en vertu de l'article II de la Constitution des États-Unis, section II, clause 2 (« Avis et consentement »).
| Fonction                                          | Titulaire                 | Titulaire | Parti | Parti       | Mandat                                                         | Confirmation |
| ------------------------------------------------- | ------------------------- | --------- | ----- | ----------- | -------------------------------------------------------------- | ------------ |
| Secrétaire d'État                                 | Antony Blinken            |           |       | Démocrate   | 26 janvier 2021 - 20 janvier 2025 (3 ans, 11 mois et 25 jours) | 78-22        |
| Secrétaire au Trésor                              | Janet Yellen              |           |       | Démocrate   | 25 janvier 2021 - 20 janvier 2025 (3 ans, 11 mois et 26 jours) | 84-15        |
| Secrétaire à la Défense                           | Lloyd Austin              |           |       | Indépendant | 22 janvier 2021 - 20 janvier 2025 (3 ans, 11 mois et 29 jours) | 93-2         |
| Procureur général                                 | Merrick Garland           |           |       | Indépendant | 11 mars 2021 - 20 janvier 2025 (3 ans, 10 mois et 9 jours)     | 70-30        |
| Secrétaire à l'Intérieur                          | Deb Haaland               |           |       | Démocrate   | 16 mars 2021 - 20 janvier 2025 (3 ans, 10 mois et 4 jours)     | 51-40        |
| Secrétaire à l'Agriculture                        | Tom Vilsack               |           |       | Démocrate   | 23 février 2021 - 20 janvier 2025 (3 ans, 10 mois et 28 jours) | 92-7         |
| Secrétaire au Commerce                            | Gina Raimondo             |           |       | Démocrate   | 2 mars 2021 - 20 janvier 2025 (3 ans, 10 mois et 18 jours)     | 84-15        |
| Secrétaire au Travail                             | Marty Walsh               |           |       | Démocrate   | 23 mars 2021 – 11 mars 2023 (1 an, 11 mois et 16 jours)        | 68-29        |
| Secrétaire au Travail                             | Julie Su (intérim)        |           |       | Démocrate   | 11 mars 2023 - 20 janvier 2025 (1 an, 10 mois et 9 jours)      |              |
| Secrétaire à la Santé et aux Services sociaux     | Xavier Becerra            |           |       | Démocrate   | 18 mars 2021 - 20 janvier 2025 (3 ans, 10 mois et 2 jours)     | 50-49        |
| Secrétaire au Logement et au Développement urbain | Marcia Fudge              |           |       | Démocrate   | 10 mars 2021 – 22 mars 2024 (3 ans et 12 jours)                | 66-34        |
| Secrétaire au Logement et au Développement urbain | Adrianne Todman (intérim) |           |       | Démocrate   | 22 mars 2024 - 20 janvier 2025 (9 mois et 29 jours)            |              |
| Secrétaire aux Transports                         | Pete Buttigieg            |           |       | Démocrate   | 2 février 2021 - 20 janvier 2025 (3 ans, 11 mois et 18 jours)  | 86-13        |
| Secrétaire à l'Énergie                            | Jennifer Granholm         |           |       | Démocrate   | 25 février 2021 - 20 janvier 2025 (3 ans, 10 mois et 26 jours) | 64-35        |
| Secrétaire à l'Éducation                          | Miguel Cardona            |           |       | Démocrate   | 2 mars 2021 - 20 janvier 2025 (3 ans, 10 mois et 18 jours)     | 64-33        |
| Secrétaire aux Anciens Combattants                | Denis McDonough           |           |       | Démocrate   | 8 février 2021 - 20 janvier 2025 (3 ans, 11 mois et 12 jours)  | 87-7         |
| Secrétaire à la Sécurité intérieure               | Alejandro Mayorkas        |           |       | Démocrate   | 2 février 2021 - 20 janvier 2025 (3 ans, 11 mois et 18 jours)  | 56-43        |

### Postes de gouvernement ayant rang au cabinet
D'autres postes officiels ont rang au cabinet, ce qui signifie qu'ils sont autorisés à assister à ses réunions, mais ne sont pas des secrétaires (Secretaries) responsables d'un département (Department). Les occupants n'entrent pas dans l'ordre de succession présidentielle.
| Fonction                                                    | Titulaire                    | Titulaire | Parti | Parti        | Mandat                                                       | Confirmation |  |
| ----------------------------------------------------------- | ---------------------------- | --------- | ----- | ------------ | ------------------------------------------------------------ | ------------ |  |
| Chef de cabinet de la Maison-Blanche                        | Ron Klain                    |           |       | Démocrate    | 20 janvier 2021 – 7 février 2023 (2 ans et 18 jours)         |              |  |
| Chef de cabinet de la Maison-Blanche                        | Jeff Zients                  |           |       | Démocrate    | 8 février 2023-20 janvier 2025 (1 an, 11 mois et 12 jours)   |              |  |
| Représentante au commerce                                   | Katherine Tai                |           |       | Démocrate    | 18 mars 2021-20 janvier 2025 (3 ans, 10 mois et 2 jours)     | 98-0         |  |
| Directrice du renseignement national                        | Avril Haines                 |           |       | Démocrate    | 21 janvier 2021-20 janvier 2025 (3 ans, 11 mois et 30 jours) | 84-10        |  |
| Ambassadrice des États-Unis aux Nations unies               | Linda Thomas-Greenfield      |           |       | Démocrate    | 23 février 2021-20 janvier 2025 (3 ans, 10 mois et 28 jours) | 78-20        |  |
| Directrice du Bureau de la gestion et du budget             | Shalanda Young               |           |       | Démocrate    | 24 mars 2021-20 janvier 2025 (3 ans, 9 mois et 27 jours)     | 63-37        |  |
| Administrateur de l'Agence de protection de l'environnement | Michael S. Regan             |           |       | Démocrate    | 11 mars 2021-20 janvier 2025                                 | 66-34        |  |
| Administratrice de la Small Business Administration         | Isabel Guzman (en)           |           |       | Démocrate    | 16 mars 2021-20 janvier 2025                                 | 81-17        |  |
| Président du Council of Economic Advisers                   | Cecilia Rouse                |           |       | Indépendante | 2 mars 2021 – 31 mars 2023 (2 ans et 29 jours)               | 95-4         |  |
| Président du Council of Economic Advisers                   | Jared Bernstein              |           |       | Démocrate    | 10 juillet 2023-20 janvier 2025 (1 an, 6 mois et 10 jours)   | 50-49        |  |
| Directeur de l'Office of Science and Technology Policy      | Eric Lander                  |           |       | Démocrate    | 2 juin 2021 – 18 février 2022 (8 mois et 16 jours)           |              |  |
| Directeur de l'Office of Science and Technology Policy      | Alondra Nelson (intérim)     |           |       | Indépendante | 18 février 2022 – 3 octobre 2022 (7 mois et 15 jours)        |              |  |
| Directeur de l'Office of Science and Technology Policy      | Arati Prabhakar              |           |       | Indépendante | 3 octobre 2022-20 janvier 2025 (2 ans, 3 mois et 17 jours)   |              |  |
| Conseiller scientifique du président (en)                   | Eric Lander                  |           |       | Démocrate    | 25 janvier 2021 – 18 février 2022 (1 an et 24 jours)         |              |  |
| Conseiller scientifique du président (en)                   | Francis S. Collins (intérim) |           |       | Indépendant  | 18 février 2022 - 3 octobre 2022 (7 mois et 15 jours)        |              |  |
| Conseiller scientifique du président (en)                   | Arati Prabhakar              |           |       | Indépendante | 3 octobre 2022-20 janvier 2025 (2 ans, 3 mois et 17 jours)   |              |  |
| Envoyé présidentiel spécial pour le Climat (en)             | John Kerry                   |           |       | Démocrate    | 20 janvier 2021-20 janvier 2025 (4 ans)                      | —            |  |

### Autres postes d'importance n'ayant pas de rang au cabinet
| Fonction                                                              | Titulaire                   | Titulaire                  | Parti | Parti        | Mandat                                                         | Confirmation |
| --------------------------------------------------------------------- | --------------------------- | -------------------------- | ----- | ------------ | -------------------------------------------------------------- | ------------ |
| Haut conseiller du président                                          | Mike Donilon (en)           |                            |       | Démocrate    | 20 janvier 2021-20 janvier 2025                                |              |
| Haut conseiller du président                                          | Anita Dunn                  |                            |       | Démocrate    | 20 janvier 2021 – 12 août 2021                                 |              |
| Haut conseiller du président                                          | Anita Dunn                  | 5 mai 2022-20 janvier 2025 |       | Démocrate    |                                                                |              |
| Haut conseiller du président                                          | Cedric Richmond             |                            |       | Démocrate    | 20 janvier 2021 – 18 mai 2022                                  |              |
| Haut conseiller du président                                          | Gene Sperling (en)          |                            |       | Démocrate    | 15 mars 2021-20 janvier 2025                                   |              |
| Haut conseiller du président                                          | Neera Tanden                |                            |       | Démocrate    | 17 mai 2021-20 janvier 2025                                    |              |
| Haut conseiller du président                                          | Mitch Landrieu              |                            |       | Démocrate    | 15 novembre 2021-20 janvier 2025                               |              |
| Haut conseiller du président                                          | Julie Chávez Rodriguez (en) |                            |       | Démocrate    | 15 juin 2022 – 16 mai 2023                                     |              |
| Haut conseiller du président                                          | Keisha Lance Bottoms        |                            |       | Démocrate    | 1er juillet 2022 – 1er avril 2023                              |              |
| Haut conseiller du président                                          | John Podesta                |                            |       | Démocrate    | 2 septembre 2022-20 janvier 2025                               |              |
| Haut conseiller du président                                          | Stephen K. Benjamin (en)    |                            |       | Démocrate    | 1er avril 2023-20 janvier 2025                                 |              |
| Haut conseiller du président                                          | Thomas Perez                |                            |       | Démocrate    | 12 juin 2023-20 janvier 2025                                   |              |
| Conseiller du président                                               | Steve Ricchetti             |                            |       | Démocrate    | 20 janvier 2021-20 janvier 2025                                |              |
| Conseiller à la sécurité nationale                                    | Jake Sullivan               |                            |       | Démocrate    | 20 janvier 2021-20 janvier 2025                                |              |
| Conseiller national pour le Climat                                    | Gina McCarthy               |                            |       | Démocrate    | 20 janvier 2021 - 16 septembre 2022 (1 an, 7 mois et 27 jours) |              |
| Conseiller national pour le Climat                                    | Ali Zaidi                   |                            |       | Démocrate    | 16 septembre 2022-20 janvier 2025                              |              |
| Porte-parole de la Maison-Blanche                                     | Jen Psaki                   |                            |       | Démocrate    | 20 janvier 2021 – 13 mai 2022 (1 an, 3 mois et 23 jours)       |              |
| Porte-parole de la Maison-Blanche                                     | Karine Jean-Pierre          |                            |       | Démocrate    | 13 mai 2022-20 janvier 2025 (2 ans, 8 mois et 7 jours)         |              |
| Directrice de la communication de la Maison-Blanche                   | Kate Bedingfield            |                            |       | Démocrate    | 20 janvier 2021-20 janvier 2025                                |              |
| Conseillère et porte-parole de la vice-présidente                     | Symone Sanders              |                            |       | Démocrate    | 20 janvier 2021-20 janvier 2025                                |              |
| Directeur de la Central Intelligence Agency                           | William Joseph Burns        |                            |       | Indépendant  | 23 mars 2021-20 janvier 2025 (3 ans, 9 mois et 28 jours)       | 100-0        |
| Directrice des Centres pour le contrôle et la prévention des maladies | Rochelle Walensky           | Sans photo                 |       | Indépendante | 20 janvier 2021 - 30 juin 2023(2 ans et 10 jours)              |              |
| Directrice des Centres pour le contrôle et la prévention des maladies | Mandy Cohen                 |                            |       | Démocrate    | 10 juillet 2023-20 janvier 2025 (1 an, 6 mois et 10 jours)     |              |
| Conseiller médical en chef du président                               | Anthony Fauci               |                            |       | Indépendant  | 20 janvier 2021 – 31 décembre 2022 (1 an, 11 mois et 11 jours) |              |
| Coordinateur de la riposte au Covid-19 et conseiller du président     | Jeff Zients                 |                            |       | Démocrate    | 20 janvier 2021 – 5 avril 2022 (1 an, 2 mois et 16 jours)      |              |
| Coordinateur de la riposte au Covid-19                                | Ashish Jha (en)             |                            |       | Indépendant  | 5 avril 2022 – 30 juin 2023 (1 an, 2 mois et 25 jours)         |              |
| Président du Conseil économique national                              | Brian Deese (en)            |                            |       | Démocrate    | 20 janvier 2021-20 janvier 2025 (4 ans)                        |              |
| Présidente du Domestic Policy Council (en)                            | Susan Rice                  |                            |       | Démocrate    | 20 janvier 2021-20 janvier 2025 (4 ans)                        |              |
| Administrateur de la santé publique                                   | Vivek Murthy                |                            |       | Démocrate    | 23 mars 2021-20 janvier 2025 (3 ans, 9 mois et 28 jours)       | 57-43        |
| Administratrice de l'USAID                                            | Samantha Power              |                            |       | Démocrate    | 28 avril 2021-20 janvier 2025 (3 ans, 8 mois et 23 jours)      | 68-26        |

Joe Biden désigne par ailleurs Rachel Levine comme secrétaire adjointe à la Santé ; il s'agit de la première personne transgenre nommée dans une administration américaine,. Confirmée le 24 mars, elle entre en fonction deux jours plus tard.

## Politique intérieure

### Admission des réfugiés et immigration
Au début de son mandat, Joe Biden déclare vouloir faciliter la naturalisation de neuf millions de migrants éligibles à la citoyenneté américaine. Le président démocrate déclare également vouloir supprimer toutes les mesures prises par Donald Trump qui freinent l'immigration légale et l'intégration. Une de ces mesures porte sur la mise en place d’un groupe de travail chargé de réunir les familles de migrants séparées par la politique de « tolérance zéro » à la frontière adoptée par l’administration Trump en 2018. Un deuxième décret porte sur les pays d’origine des migrants. Celui-ci vise à remettre en place les voies d’immigration légale à la source, comme celles ayant permis sous Barack Obama de faire venir des centaines de mineurs dont les parents étaient déjà aux États-Unis, sans qu’ils aient à emprunter des routes migratoires dangereuses. Donnant des gages à l'aile gauche du parti démocrate favorable à un virage à 180 degrés en matière d'immigration, Joe Biden annule deux mesures phares de son prédécesseur : la construction d’un mur à la frontière avec le Mexique et l'interdiction d’entrée sur le sol américain de ressortissants de pays en majorité musulmans.
En février, plus de 100 000 personnes en situation irrégulière sont arrêtées à la frontière et les structures d’accueil avec le Mexique sont débordées par l'accueil de mineurs non accompagnés. Confronté à cette situation, le 6 mars, le président américain demande aux migrants de rester chez eux, assurant que les migrants qui franchissent illégalement la frontière étaient renvoyés chez eux. Le nouveau secrétaire à l'Intérieur Alejandro Mayorkas déclare alors que le nombre de migrants qui tentent de franchir la frontière des États-Unis avec le Mexique pourrait ainsi atteindre son plus haut niveau depuis vingt ans. Les élus républicains dénoncent dans la foulée le programme « laxiste » de Joe Biden, l'accusant d'avoir créé un appel d’air à la frontière du pays,.
En mai 2023, à l'approche de l'expiration d'une mesure sanitaire connue sous le nom de « Title 42 » prise sous Donald Trump permettant d'expulser sans délai les migrants franchissant les frontières terrestres des États-Unis, le gouvernement annonce vouloir déployer 1 500 soldats supplémentaires à la frontière sud. Il craint avec la fin de cette mesure un pic des arrivées. Le secrétaire à la Sécurité intérieure Alejandro Mayorkas précise alors que dès le 11 mai, un autre article, « Title 8 », sera appliqué. Celui-ci prévoit des refoulements accélérés, assortis d'une interdiction de nouvelle entrée sur le territoire pendant cinq ans et de possibles poursuites pénales.

### Armée
L’administration Biden prévoit une hausse de 11 milliards de dollars des dépenses militaires pour l'année 2022, les portant au niveau sans précédent de 752,9 milliards de dollars. Cette hausse vise en particulier à poursuivre la « modernisation » de l’arsenal nucléaire initiée par Donald Trump destinée à l’élaboration d’armes dites de « plus faible puissance », qui rendraient leur usage plausible dans un conflit. Ce projet induit un surcroît de dépenses militaires sur les dix prochaines années.

### Crise sanitaire
Alors que l'administration Trump ne promouvait pas le port du masque, le président Joe Biden signe un décret le jour de son investiture qui impose le port du masque dans tous les bâtiments fédéraux pour lutter contre la pandémie. Joe Biden annonce également le retour des États-Unis dans l'Organisation mondiale de la santé (OMS), dont le financement avait été suspendu par Donald Trump. Il poursuit la politique vaccinale mise en place par l'administration Trump.
En janvier 2022, la Cour suprême des États-Unis bloque la décision de Joe Biden d'imposer le vaccin anti-Covid dans les entreprises de plus de 100 salariés, « infligeant un revers de taille » aux mesures prises par le gouvernement contre le virus. Elle valide cependant l'obligation de vaccination pour les employés des structures de santé qui bénéficient de fonds fédéraux.

### Économie
Joe Biden adopte une politique qui lui vaut le surnom de Bidenomics, fondée sur l'investissement public,.
Le 16 août 2022, le président promulgue la loi sur la réduction de l'inflation, qui vise à réduire l'inflation en baissant les prix de différents produits tels que les médicaments.

### Environnement
Les États-Unis rejoignent l'accord de Paris sur le climat dès le jour d'investiture de Joe Biden par un décret présidentiel. Dans le même temps, le nouveau président signe un décret qui suspend la participation américaine au projet d'oléoduc Keystone XL qui devait relier le Nebraska à la province canadienne d'Alberta. Projet controversé, catégoriquement refusé par Barack Obama en 2015 mais relancé par Donald Trump en 2017, il était soutenu par le Premier ministre canadien Justin Trudeau, qui a témoigné sa déception face à ce retrait américain.
L'« Inflation Reduction Act », promulgué le 16 août 2022 par Joe Biden, prévoit 369 milliards $ de crédits sur dix ans pour réduire les émissions de gaz à effet de serre, avec l'objectif de les réduire de 50 à 52 % d'ici 2030 par rapport à 2005. Des soutiens sont accordés aux futurs carburants « propres » ou à l'hydrogène vert, ainsi qu'au captage du carbone dans l'air. L'Inflation Reduction Act est présenté par le périodique Le Grand Continent comme « l’action la plus importante jamais entreprise aux États-Unis en matière de lutte contre le changement climatique. » La précédente loi comparable, l’American Recovery and Reinvestment Act de 2009, prévoyait 80 milliards de dollars d'investissements dans les technologies vertes et les énergies renouvelables. Sur les 369 milliards de dollars, 214 financeront l'électricité, 69 l'industrie, 48 la construction, 33 le transport, 26 l'adaptation au changement climatique et à la résilience. L'objectif global est de favoriser la transition énergétique aux États-Unis et de mettre en œuvre une réelle politique industrielle verte.

### Scrutins durant la présidence et élections de mi-mandat
En novembre 2021, la défaite du candidat démocrate Terry McAuliffe contre son rival républicain Glenn Youngkin au poste de gouverneur de Virginie est interprétée comme une indication négative pour Joe Biden alors que le président américain s'était personnement engagé dans la bataille et que s'approche la seconde moitié du mandat. En raison du retrait controversé d’Afghanistan, de l'inflation et des projets de lois de finances en attente au Congrès, la cote de popularité de Joe Biden s’est effondrée de 10 points dans les sondages entre mi-juillet 2021, à 43 % de satisfaits contre 51 % de mécontents en novembre. La perte de l'État de Virginie, que les démocrates contrôlaient depuis presque dix ans, suscite des inquiétudes dans les rangs démocrates, les élections de mi-mandat pouvant faire basculer leur très faible majorité au Sénat, ce qui aurait pour résultat de bloquer les réformes envisagées.

## Politique étrangère
De façon générale, Joe Biden base la politique internationale de son administration sur une orientation davantage multilatérale que celle de son prédécesseur Donald Trump.

### Afghanistan
La conduite de l’évacuation des troupes américaines à partir de mi-août 2021 et la prise de pouvoir par les talibans suscitent de nombreuses critiques qui dépassent les rangs des républicains. Estimant que les États-Unis sont depuis « trop longtemps en guerre » en Afghanistan, Joe Biden a défendu cette décision allant jusqu’à présenter le retrait comme un « succès ». Il est néanmoins contredit par les principaux responsables militaires américains qui ont reconnu devant le Congrès que l'évacuation des troupes dans le pays a été un « échec stratégique ». Le départ américain est décrit par la presse comme « précipité et totalement chaotique », la chute de Kaboul est comparée à celle de Saïgon lors du Vietnam, renvoyant « l’image d’une puissance hésitante, mal-organisée », comme « désordonné » ou encore comme « un fiasco » alors que le président américain avait promis une retraite ordonnée.

### Canada
Dès le premier jour de son investiture, Joe Biden bloque le projet d'oléoduc nommé Keystone XL en révoquant le permis de construction. Cette décision déçoit le Premier ministre Justin Trudeau.

### Chine
Sa politique vis-à-vis de la Chine s'inscrit dans la continuité de celle de Donald Trump, qui avait lancé contre elle une guerre économique. Le président démocrate ajoute en juin 2021 une trentaine d'entreprises chinoises à la liste noire des entreprises interdites d’investissements américains.

### Colombie
Washington a apporté son soutien au gouvernement colombien lors des manifestations de 2021, dont la répression a fait plusieurs dizaines de morts. Dans un communiqué, l'administration Biden a cependant affirmé « le droit incontestable de manifester pacifiquement» et indiqué soutenir « les efforts du gouvernement colombien pour faire face à la situation actuelle par le dialogue politique »,,.

### Mexique
Dès le premier jour de son investiture, Joe Biden signe un décret en faveur de la suspension de la construction du mur de Trump. Le Mexique est satisfait de cette mesure. Cependant, dès mars 2021, il exhorte le Mexique à faire plus pour arrêter le flux de migration vers le nord. Son administration demande au Mexique d'accueillir davantage de familles expulsées des États-Unis et de renforcer l'application de la loi à sa frontière avec le Guatemala.

### Russie
Le gouvernement américain annonce en avril 2021 une série de nouvelles sanctions contre la Russie, accusant celle-ci d'interférences lors de l'élection présidentielle de 2020. Le département du Trésor interdit aux institutions financières américaines d'acheter directement des titres de dette émis par la Russie à partir du 14 juin 2021, sanctionne six sociétés technologiques russes et 32 personnes. Dix diplomates sont en outre expulsés. L'OTAN annonce son soutien à ces mesures et le gouvernement polonais expulse à son tour des diplomates russes[réf. souhaitée].
Le 15 juin 2021, Joe Biden rencontre son homologue russe Vladimir Poutine à l'occasion d'un sommet entre les deux pays organisé par la Suisse.

### Ukraine
Malgré des négociations diplomatiques, la Russie envahit l'Ukraine en février 2022, redéfinissant les rapports géopolitiques avec l'OTAN.

### Union européenne
Ursula von der Leyen, la présidente de la Commission européenne, salue l'élection de Joe Biden. L'Union européenne (UE) propose à ce titre un nouveau pacte transatlantique. Elle indique que l'UE a « de nouveau un ami » après les relations mitigées avec l'administration Trump.

### Venezuela
Joe Biden choisit de poursuivre la politique des administrations de Barack Obama et de Donald Trump à l'égard du Venezuela. Washington renouvelle le décret déclarant le Venezuela « menace extraordinaire pour la sécurité » des États-Unis, maintient sa reconnaissance du chef de l'opposition Juan Guaidó comme président légitime du pays et prolonge les sanctions économiques et l'embargo sur le pétrole.

## Liste des décrets exécutifs

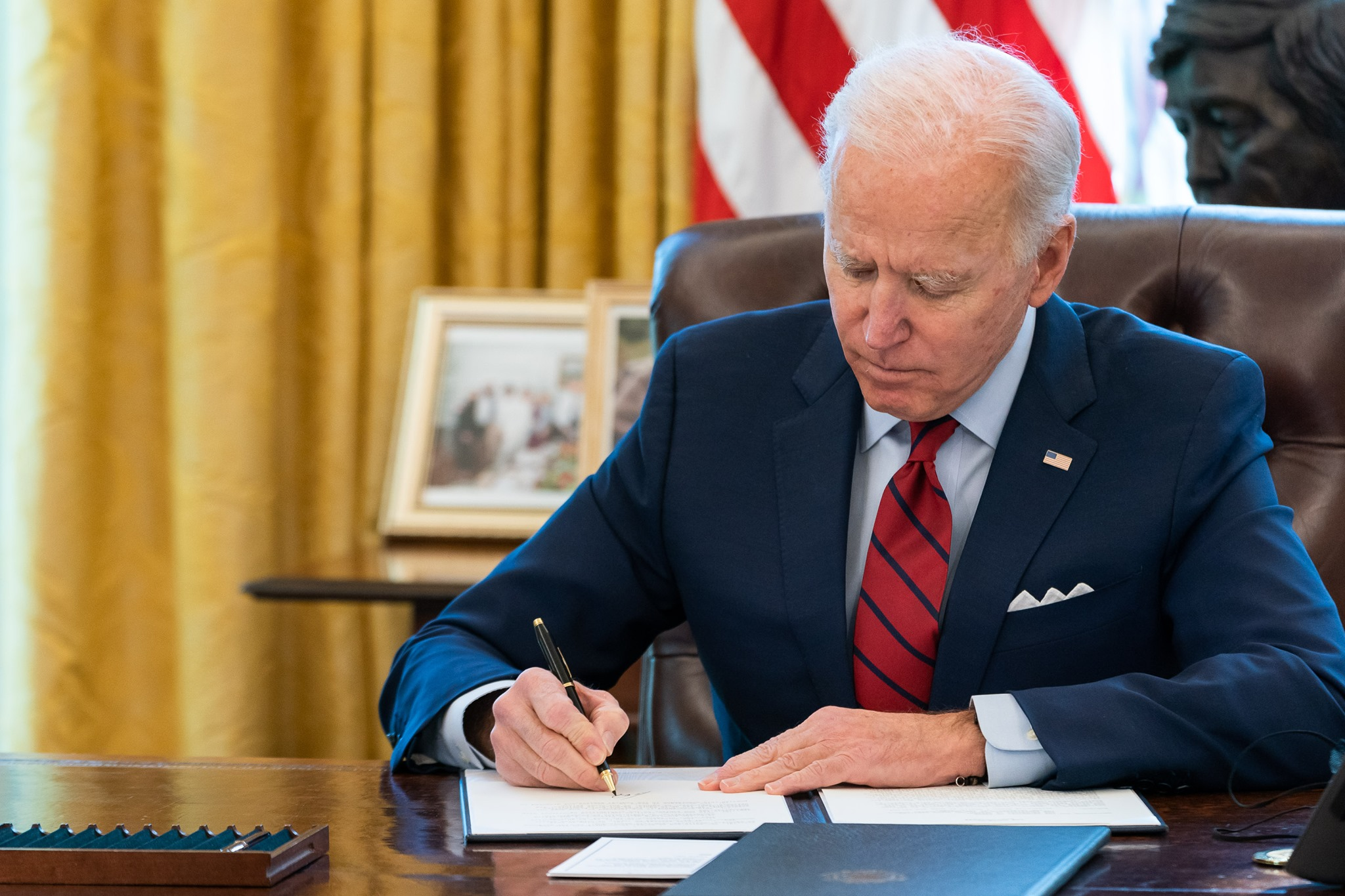
Le président Joe Biden qui signe le décret 14009 concernant l’extension de la couverture santé, le 28 janvier 2021.

### 2021
1. 13985[54] : Décret sur l’équité raciale et le soutien aux communautés délaissées par l’administration fédérale ;
2. 13986[55] : Décret garantissant un dénombrement rigoureux et licite du recensement décennal ;
3. 13987[56] : Décret sur l’organisation et la mobilisation du gouvernement pour fournir une réponse unifiée et efficace à la lutte contre la COVID-19, pour assurer le leadership des États-Unis et matière de santé et de sécurité mondiale ;
4. 13988[57] : Décret pour la prévention et la lutte contre la discrimination fondée sur l’identité de genre ou l’orientation sexuelle ;
5. 13989[58] : Décret sur les engagements éthiques du personnel de l’exécutif ;
6. 13990[59] : Décret relatif à la protection de la santé publique, de l’environnement et la restauration de la science pour faire face à la crise climatique ;
7. 13991[60] : Décret sur la protection de la main-d’œuvre fédérale et le port du masque ;
8. 13992[61] : Décret de révocation de plusieurs décrets relatifs à la réglementation fédérale ;
9. 13993[62] : Décret sur la révision des politiques et priorités de mise en application de l’immigration ;
10. 13994 : Décret sur l’assurance d’une réponse sanitaire basée sur les données de la COVID-19 et contre les futures menaces sur la santé publique;
11. 13995 : Décret relatif à la garantie d’un traitement et d’un rétablissement équitables en temps de pandémie ;
12. 13996 : Décret sur la création du Conseil de dépistage de la pandémie de la COVID-19 et assurant une main-d'œuvre de santé publique durable pour la COVID-19 et d'autres menaces biologiques ;
13. 13997 : Décret relatif à l’amélioration et l’élargissement de l’accès aux soins et aux traitements pour la COVID-19 ;
14. 13998 : Décret sur l’amélioration de la sécurité sanitaire liée à la COVID-19 dans les voyages nationaux et internationaux ;
15. 13999 : Décret relatif à la protection de la santé et de la sécurité des travailleurs ;
16. 14000 : Décret relatif au soutien à la réouverture et au fonctionnement ininterrompu des écoles et des structures de la petite enfance ;
17. 14001 : Décret relatif à la mise en place d’une chaîne d’approvisionnement durable en matière de santé publique ;
18. 14002 : Décret relatif à l’assistance économique en temps de pandémie de COVID-19 ;
19. 14003 : Décret relatif à la protection de la main-d’œuvre fédérale ;
20. 14004 : Décret autorisant tous les Américains qualifiés à servir leur pays en portant l’uniforme ;
21. 14005 : Décret garantissant que l'avenir de l'Amérique sera fabriquée par tous les travailleurs américains ;
22. 14006 : Décret relatif à la réforme du système carcéral pour éliminer le recours aux prisons privées ;
23. 14007 : Décret sur la création du Conseil présidentiel pour la science et la technologie ;
24. 14008 : Décret sur la lutte contre la crise climatique aux États-Unis et à l’étranger ;
25. 14009 : Décret relatif à l’extension de la couverture santé ;
26. 14010 : Décret sur la création d’un cadre régional complet pour s'attaquer aux causes de la migration, pour gérer la migration dans toute l'Amérique du Nord et centrale et pour assurer un traitement sûr et ordonné des demandeurs d'asile à la frontière des États-Unis ;
27. 14011 : Décret sur la création d'une équipe spéciale interinstitutions sur la réunification des familles ;
28. 14012 : Décret sur le rétablissement de la foi dans nos systèmes d'immigration légale et le renforcement des efforts d'intégration et d'inclusion pour les nouveaux Américains ;
29. 14013 : Décret sur la reconstruction et l'amélioration des programmes de réinstallation des réfugiés et la planification de l'impact du changement climatique sur les migrations ;
30. 14014 : Décret sur le blocage de la propriété par rapport à la situation en Birmanie ;
31. 14015 : Décret portant création du Bureau de la Maison Blanche pour les partenariats confessionnels et de voisinage ;
32. 14016 : Décret sur la révocation du décret 13801 ;
33. 14017[63] : Décret relatif à l'évaluation des risques liés à la chaîne d'approvisionnement ;
34. 14018[64] : Décret portant sur la révocation de certains actes présidentiels (décrets 13772, 13828, 13924, 13967, 13979) ;